# Rajon Franko
Der Rajon Franko (ukrainisch Франківський район/Frankowskyj rajon; russisch Франковский район/Frankowski rajon) ist einer der sechs Stadtrajone der westukrainischen Stadt Lemberg. 

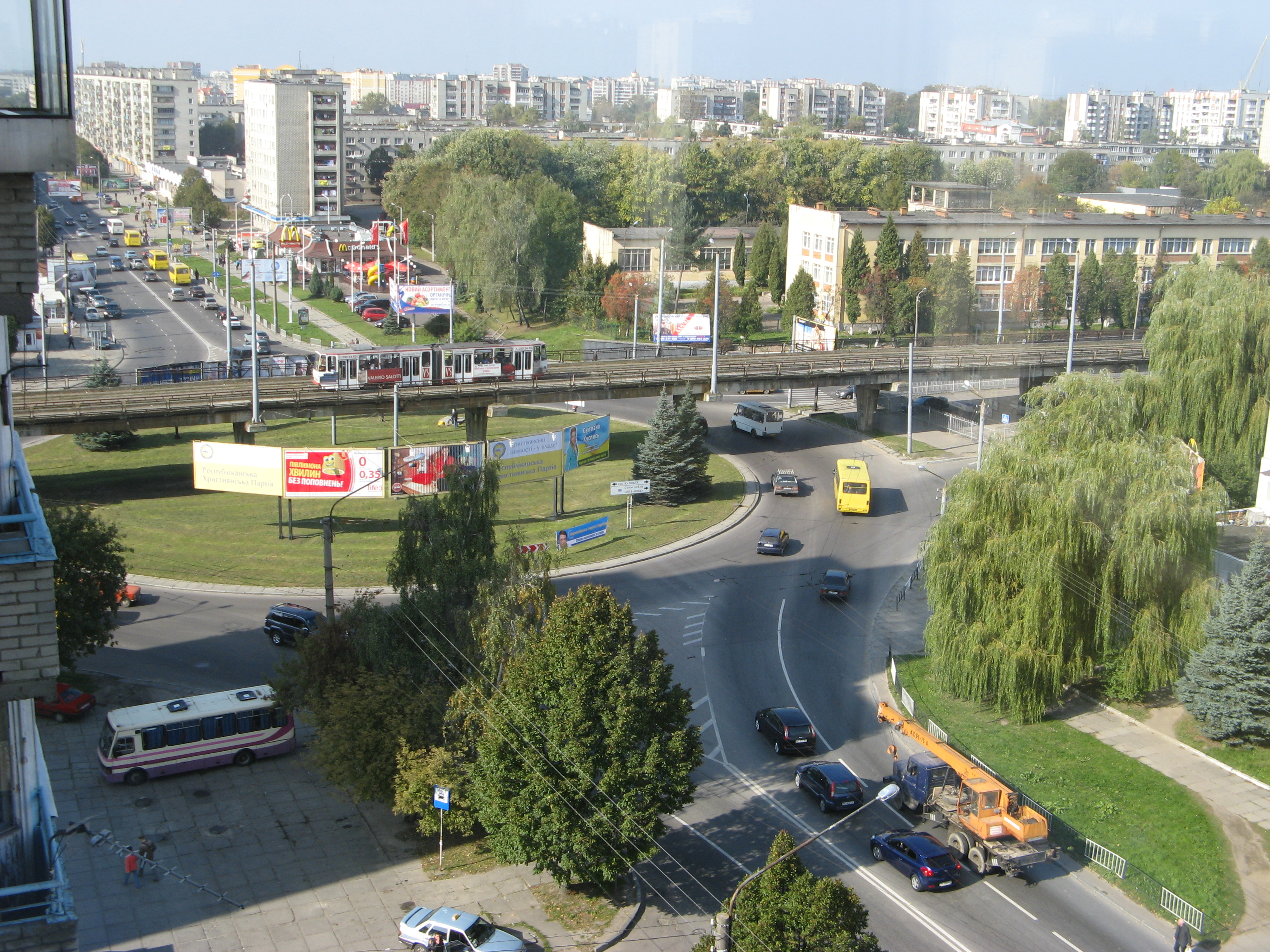
Blick auf Teile des Rajons

Der Name leitet sich vom Namen des ukrainischen Schriftstellers Iwan Franko ab, er befindet sich südlich des Zentrums der Stadt Lemberg und umfasst die Stadtteile/Stadtviertel:
- Na bajkach/Nowyj Swit (На байках/Новий Світ; polnisch Nowy Świat)
- Bohdaniwka (Богданівка; polnisch Bogdanówka)
- Kulparkiw (Кульпарків; polnisch Kulparków, deutsch früher Goldberghof)
- Kasteliwka (Кастелівка, polnisch Kastelówka)
- Wulka (Вулька, polnisch Wulka)

Der Rajon entstand am 15. April 1973 unter dem Namen Rajon Sowjetsk (Советский район) bzw. ukrainisch Rajon Radjansk (Радянський район) und wurde am 3. Februar 1993 in seinen heutigen Namen umbenannt.